# Dokumentacja technologiczna
Dokumentacja technologiczna stanowi zbiór dokumentów, które opisują realizację procesu technologicznego, oraz niezbędne środki produkcji i kontroli. Dokumentacja technologiczna opisuje proces technologiczny produkcji jednego przedmiotu, części lub wyrobu, dokumentacja technologiczna procesu montażu dotyczy jednego urządzenia, zespołu choć składać on może się z wielu komponentów.

## Składowe
Dokumentacja konstrukcyjna (rysunek konstrukcyjny) części lub zespołu, receptura, jako postawa do opracowania dokumentacji technologicznej produkcji.

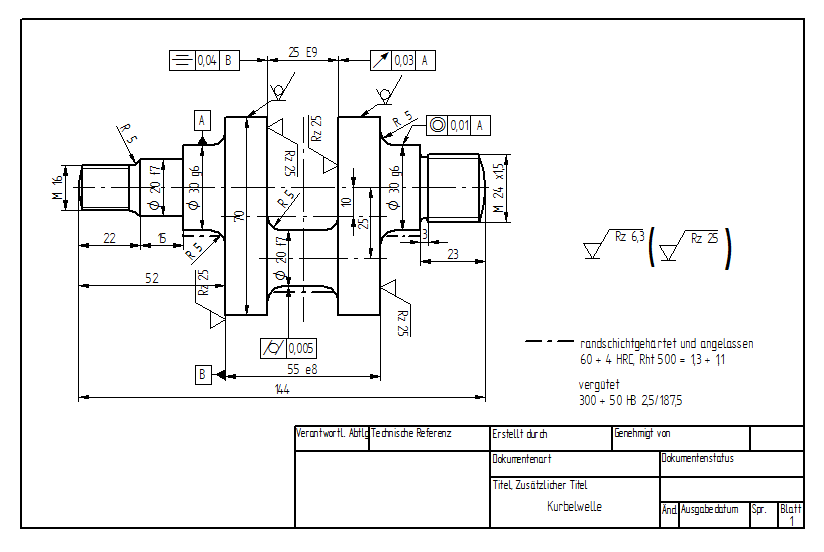
Rysunek konstrukcyjny, jako podstawa opracowania procesu technologicznego wykonania

## Podstawowa dokumentacja technologiczna

### Dokumentacja techniczna wyrobu
W skład dokumentacji technicznej wyrobu wchodzi.
- dokumentacja konstrukcyjna zwierająca rysunki złożeniowe, wykonawcze, montażowe, wykaz części, warunki odbioru technicznego (WOT), dokumentacja techniczno-ruchowa (DTR), warunki eksploatacji wyrobu, receptura np. w przemyśle spożywczym, tworzyw sztucznych i inne[4],

- dokumentacja technologiczna jako zbiór dokumentów określających proces technologiczny produkowanego wyrobu i potrzebne do tego środki technologiczne[4]:

### Dokumenty opisujące przebiegprocesu technologicznegowykonywania części oraz montażu lub produkcji wyrobu
Karta technologiczna jest podstawowym dokumentem opisującym proces produkcji na stanowiskach roboczych. Powinna zawierać:
- nazwę i oznaczenie części, zespołu lub wyrobu,
- wykaz wszystkich operacji, w kolejności ich wykonywania z oznaczeniem stanowisk pracy,
- normy czasowe operacji,
- instrukcja technologiczna (karta instrukcyjna obróbki lub montażu),
- wykaz pomocy warsztatowych (uchwytów, sprawdzianów, narzędzi do obróbki i montażu),
- rysunki materiałów wyjściowych i półfabrykatów, lub wykaz montowanych części i zespołów,
- spis pomocy specjalnych, i inne,
- karty materiałowe części (półfabrykaty), lub spisy składników produkcji wyrobu,
- wymagane normy i warunki techniczne wykonania,
- karty kontroli technicznej wraz z określonymi narzędziami i metodami pomiarowymi,
- karty obróbki cieplnej (jeżeli występuje i jeżeli nie jest realizowana przez kooperanta),
- wykazy oprzyrządowania specjalnego i stacji prób, lub metody kontroli laboratoryjnej[4][2][5][6],

Karta technologiczna dotyczy tylko jednej operacji i zawiera spis zabiegów technologicznych wraz z podanym stanowiskiem roboczym, czas obróbki, czas przygotowawczo-zakończeniowy. W ramach procesu technologicznego operacje numerowane są najczęściej kolejnym numerem (np. co 5). Zaletą takiego numerowania jest to, że bez zmiany bieżącej numeracji można dodać nową operację technologiczną jeśli okaże się wymagana.
Składową karty technologicznej jest stanowiskowa karta instrukcyjna która opisuje przebieg jednej operacji w ramach jednego procesu technologicznego. Ważnym elementem karty instrukcyjnej jest szkic technologiczny, który ma za zadanie:
- pokazać pracownikowi sposób ustalenia i zamocowania przedmiotu na obrabiarce,
- wskazać powierzchnie obrabiane,
- pokazać wymiary geometryczne i stan powierzchni po wykonaniu operacji technologicznej[2][7].

Karta kontroli technicznej – służy do określenia czynności kontrolnych (pomiary wielkości geometrycznych, chropowatość powierzchni lub jej twardości w procesie obróbki cieplnej). Kontrola może być przeprowadzana na stanowisku roboczym za pomocą suwmiarek, mikrometrów, sprawdzianów – są to przyrządy pomiarowe, które można stosować w trudnych warunkach. Niektóre pomiary mogą też być przeprowadzane na wydzielonych stanowiskach kontroli, lub w tzw. izbach pomiarowych na maszynach kontrolnych.
Karta normowania czasu – opracowana podstawie wyliczeń lub chronometraży poszczególnych operacji lub zabiegów. Określenie normy czasu dla poszczególnych operacji i całego procesu technologicznego jest istotne z punktu widzenia określenia kosztów wyrobu, jak i planowania produkcji.
Dokumentacja technologiczna powinna jednoznacznie opisywać przebieg realizacji procesu technologicznego, włącznie z jego wariantami.

## Akty normalizujące dokumentację technologiczną
PN-83/M-01152 Dokumentacja technologiczna. Oznaczenia
PN-EN ISO 11442:2006 Dokumentacja techniczna wyrobu – Zarządzanie dokumentami.

## Przechowywanie dokumentacji
Zakład produkcyjny ma obowiązek przechowywania dokumentacji technologicznej przez okres dziesięciu lat od zakończenia produkcji.